# اشچیانه
اشچیانه (به لاتین: Trzcianne) یک منطقهٔ مسکونی در لهستان است که در Gmina Trzcianne واقع شده‌است.

## خصوصیات
اشچیانه ۶۱۰ نفر جمعیت دارد.